# DJ Cam
DJ Cam, artiestennaam van Laurent Daumail (Parijs, 1973), is een Frans triphopproducer en dj. Zijn muziek is doorgaans instrumentaal en gebruikt veel samples. Soms schakelt hij ook vocalisten in. Hoewel hij niet heel bekend is, heeft hij een omvangrijk oeuvre opgebouwd.

## Biografie
DJ Cam komt voor het eerst onder de aandacht tijdens de grote populariteit dan triphop in de periode 1994-1995. Zijn Franse afkomst is opvallend, waar de meeste acts in het genre uit het Verenigd Koninkrijk komen. In 1995 verschijnt zijn album Underground Vibes. Hiervan wordt ook een livealbum gemaakt. Hij maakt met DJ Krush het nummer Le Temps voor diens album MiLight (1996). In 1997 mixt hij ook een DJ Kicks-verzamelaar voor Studio !K7. Daarna blijft hij met regelmaat albums uitbrengen. Daarbij wordt een breed scala aan, meestal onbekende vocalisten ingeschakeld. Soms duiken bekendere namen op. Renegade maakt hij met de Britse rapper Silvah Bullet. Op Soulshine en Liquid Hip Hop (2004) zijn Guru en Cameo. In 2011 maakt hij het nummer Love, met Nicolette, dat op Seven staat. Hij richt met enkele muzikanten ook de groep DJ Cam Quartet op. Met Alexandre Tassel (Trompet), Christian Brun (Gitaar), Eric Legnini (basgitaar) en Jerome Regard (keyboard), maakt hij vier albums met echte instrumenten in plaats van samples. Op Vintage Beats 1999-2003 (2012) deelt hij oude, onuitgebrachte opnamen met zijn publiek die hij in die periode maakte. Op Westside 2004-2007 gebeurt hetzelfde. In 2015 maakt hij een nieuwe soundtrack bij de oude serie Miami Vice. In 2021 brengt hij het album Lost Found 2 uit, waarop zonnige soulvolle nummers staan, waaronder een coverversie van de hit Summertime van DJ Jazzy Jeff & The Fresh Prince, waarom enkel het refrein wordt gebruikt. Op het album staat een bijdrage van MC Eiht.

## Discografie
- Underground Vibes (1995)
- Substances (1996)
- Mad Blunted Jazz (mixalbum) (1996)
- Abstract Manifesto (1996)
- DJ Kicks (mixalbum) (1997)
- The Beat Assassinated (1998)
- Loa Project (Volume II) (2000)
- Soulshine (2002)
- Liquid Hip Hop (2004)
- DJ Cam Quartet - Rebirth of cool (2008)
- DJ Cam Quartet - Stay (2009)
- DJ Cam Quartet - Diggin'(2009)
- Seven (2011)
- Vintage Beats 1999-2003 (2012)
- Westside 2004-2007 (2014)
- Miami Vice (2015)
- Beats (with Moar) (2016)
- DJ Cam Quartet - The Soulshine Session (2016)
- Thug Love (2017)
- 90s (2019)
- Lost Found 2 (2021)
- Tropical Gypsy (2021)